# 北东闸站
北东闸站是一个陇海线上的铁路车站，位于河南省商丘市，由商丘站管辖。
建于1925年，目前为四等站。目前不办理客运业务；货运：办理整车货物发到；危险货物仅办理农药、化肥发到。